# Micrapate xyloperthoides
Micrapate xyloperthoides är en skalbaggsart som först beskrevs av Jacquelin du Val 1859.  Micrapate xyloperthoides ingår i släktet Micrapate och familjen kapuschongbaggar. Inga underarter finns listade i Catalogue of Life.